# Czart srebrnoplamek
Czart srebrnoplamek (Anthrax varius) – gatunek muchówki z rodziny bujankowatych i rodzaju czart. Długość 4-11 mm (rozmiar zależny od gatunku żywicielskiego). Barwa ciemna, ale skrzydła są znacznie mniej zaczernione niż u czarta smolistego (Anthrax anthrax). Jego siedliskiem są słabo porośnięte roślinnością tereny piaszczyste, zwłaszcza murawy kserotermiczne
Owad dojrzały składa jaja w gniazdach żądłówek, np. przedstawicieli grzebaczowatych. Wylęgająca się z jaja larwa muchówki pożera larwę gospodarza, a następnie przepoczwarza się.